# São Luiz Gonzaga (kommun)
São Luiz Gonzaga är en kommun i Brasilien.   Den ligger i delstaten Rio Grande do Sul, i den södra delen av landet, 1 600 km sydväst om huvudstaden Brasília. Antalet invånare är 34 558.
Följande samhällen finns i São Luiz Gonzaga:
- São Luiz Gonzaga

Trakten runt São Luiz Gonzaga består till största delen av jordbruksmark. Runt São Luiz Gonzaga är det ganska tätbefolkat, med 56 invånare per kvadratkilometer.